# Bol'šie i malen'kie
Bol'šie i malen'kie (Большие и маленькие) è un film del 1963 diretto da Marija Nikolaevna Fёdorova.